# Guido Ascoli
Guido Ascoli   (Liorna, 12 de desembre de 1887 - Torí, 10 de maig de 1957) va ser un matemàtic italià d'origen jueu.

## Vida i Obra
Ascoli era el fill del matemàtic Giulio Ascoli. Va anar a l'escola a Liorna i va començar a estudiar enginyeria civil a la universitat de Pisa el 1903, tot i que després ho va canviar per les matemàtiques. Els seus professors van ser Eugenio Bertini i Luigi Bianchi. El 1907 va obtenir el títol de Laurea amb una tesi sobre singularitats de les funcions analítiques, dirigida per aquest darrer. Després va haver de guanyar diners per problemes familiars i va treballar com a enginyer a la indústria elèctrica. Per motius de salut, va canviar de carrera per la de professor de l'escola secundària. El 1909 es va convertir en professor de matemàtiques a l'escola tècnica de Spoleto; del 1911 al 1913 a Càller; després, fins al 1915, a Caserta i el 1915-16 a Florència. El 1913 es va publicar el seu llibre de text de geometria per a escoles d'enginyeria. Després va exercir d'oficial d'artilleria a la Primera Guerra Mundial i va resultar ferit per metralla. Des del 1919 va tornar a ser professor a les escoles tècniques, primer a Parma i, des del 1920, a Torí, primer a l'institut tècnic i des del 1924 al recentment fundat Liceo Scientifico. El 1924 es va publicar el seu llibre de text d'anàlisi matemàtica per a escoles tècniques. El 1925 es va casar amb Mauriziana Sossi, amb qui va tenir dos fills.
A Torí va començar a fer recerca matemàtica i, entre 1926 i 1930, va publicar assaigs importants sobre equacions diferencials parcials (problema de Dirichlet, equació de Laplace en espais hiperbòlics, singularitats de funcions harmòniques. El 1930 va concursar per a una plaça a la universitat de Càller i va acabar tercer. El 1932 va obtenir la plaça de professor d'anàlisi ala universitat de Pisa i el 1934 a la de Milà. A mitjans dels anys trenta, Ascoli va publicar una monografia sobre equacions diferencials parcials el·líptiques i parabòliques (Equazioni a derivate parziali dei tipi ellittico e parabolico).
A causa de les lleis antisemites aprovades pel govern feixista italià el 1938, va perdre la seva càtedra i va haver d'abandonar la universitat. Després d'això va viure a Torí i, després que els alemanys prenguessin el poder a Itàlia el 1943, en un poble, Dusino San Michele, a la província d'Asti, al Piemont. Va donar lliçons particulars i va comptar amb el suport de la comunitat jueva de Milà i de Mauro Picone a Roma, que, malgrat el seu cinisme posterior, el va animar a continuar investigant.
Des de 1945 va tornar a ensenyar a la Universitat de Milà i des de 1948 a la Universitat de Torí, on va formar principalment professors d'escola secundària en matemàtiques. Les seves classes sobre matemàtiques elementals des d'un punt de vista superior, que estaven il·lustrades amb exemples de la història de les matemàtiques, es van editar el 1952 (Lezioni di Matematiche complementarie). També va impartir cursos d'introducció a la cultura matemàtica i clases sobre anàlisi superior i teoria funcional.
El 1947 va ser escollit membre corresponent de l'Accademia dei Lincei, el 1952 de l'Acadèmia de les Ciències de Torí i el 1953 de l'Acadèmia de Ciències de Milà (Istituto Lombardo). El 1950 es va convertir en president de la secció de Torí de Matesis. El 1953 va esdevenir membre de la Comissió Internacional d'Instrucció Matemàtica i el 1955 president de la Comissió Nacional Italiana de Didàctica de les Matemàtiques, càrrec en el que va romandre fins a la seva mort el 1957.